# Avondale (Auckland)
Pour les articles homonymes, voir Avondale.
Avondale est une banlieue de l’ouest d’Auckland, dans l’Île du Nord de la Nouvelle-Zélande.

## Situation
Avondale est située dans le quartier de Whau, une des treize divisions administratives du Conseil d'Auckland.

## Toponymie
La banlieue était initialement appelée Te Whau, qui est le nom habituel d’origine en langage maori, pour le Entelea arborescens (en), un arbre endémique du pays.

## Histoire
Le premier colon européen dans ce secteur fut John Sheddon Adam, arrivé en 1843, mais la colonisation de la région ne s'est pas développée avant la fin des années 1850, avec l'achèvement de la construction de la grande route du nord (en).
L’expansion fut ensuite rapide, avec la construction d’églises, de magasins et de bâtiments publics dès les années 1867.
Avec le raccordement du village au chemin de fer en 1880, le rythme des installations des colons augmenta nettement.
Te Whau devint le district d’Avondale, le 5 juin 1882, bien que les noms plus anciens ont survécu le long du fleuve Whau, un bras de l’estuaire du port de Waitemata, qui serpente le long du côté ouest de la banlieue.
Le nom d'Avondale a été popularisé par John Bollard, qui est arrivé dans la région en 1861 et a nommé la région d'après la forêt d'Avondale dans le comté de Wicklow, en Irlande. Bollard est devenu un dirigeant communautaire important et un membre du Parlement, vivant à Avondale jusqu'à sa mort en 1915.

## Activités
Les premières industries comprenaient des briqueteries, des tanneries, des moulins et des poteries.
Avondale avait aussi de nombreux marchés, alimentés par les jardins et en particulier ceux situés sur la péninsule de Rosebank (en).
Ce fut là que dans les vergers de Hayward, des cultivars de Chinese gooseberry, plus tard connus sous le nom de kiwis, furent développés par Hayward Wright.
À partir du milieu des années 1920, Avondale devint une banlieue en pleine croissance.
En 1924, le conseil du Borough d’Avondale fut fusionné dans le Conseil d'Auckland.

## Faune
Une espèce introduite d’araignée d’origine australienne, dénommée Delena cancerides, d’aspect spectaculaire mais s’avérant un chasseur inoffensif, fut pendant des décennies retrouvée uniquement dans le secteur d'Avondale, d'où son nom néo-zélandais.
Elle fut semble-t-il introduite en Nouvelle-Zélande dans une cargaison de bois destinée à l'usine de la société Aitkins Timber Yard de Patiki Road ; elle fut autorisée à se répandre ailleurs pour étudier son schéma de distribution, étude qui permettra de comprendre la dispersion de futures espèces qui seraient introduites. Depuis lors, l'araignée est devenu un symbole de la ville.

## Installations
En 2017, le conseil de l’organisation sous contrôle Panuku Development d’Auckland annonça le redéploiement majeur du centre-ville d’Avondale, comprenant un nouveau bâtiment pour la bibliothèque, la communauté et le centre de loisirs, augmentant les possibilités de logements et le développement des activités commerciales locales.
Avondale abrite le collège d’Avondale (en), une des plus grandes structures de Nouvelle-Zélande avec 2 733 élèves.
La gare d'Avondale est située sur la ligne ouest du réseau ferroviaire métropolitain d'Auckland.
L'Avondale Jockey Club exploite l’hippodrome d’Avondale, l'une des deux seules pistes de galop de la banlieue d’Auckland. L'hippodrome accueille également les marchés dominicaux d'Avondale, les plus importants du pays. L'intérieur de l'hippodrome est occupé par plusieurs terrain de sports pour le rugby à XV, le rugby à XIII, le football, le cricket.